# Kim Min-woo
Kim Min-woo (Hangul: 김민우), född den 25 februari april 1990, är en sydkoreansk fotbollsspelare som spelar i den sydkoreanska klubben Sangju Sangmu, på lån från Suwon Samsung Bluewings i ligan K League Classic. Den 22 december 2014 tog Sydkoreas förbundskapten ut Min-woo till det asiatiska mästerskapet i fotboll 2015.